# Idaea umbricosta
Idaea umbricosta là một loài bướm đêm trong họ Geometridae.